# Carl Cori
Carl Ferdinand Cori, född 5 december 1896 i Prag, Böhmen, Österrike-Ungern, (numera Tjeckien), död 20 oktober 1984, var en amerikansk biokemist och farmakolog. År 1947 erhöll han Nobelpriset i fysiologi eller medicin för att ha rett ut glykogens katalytiska konversation och regleringen av hormoner från adenohypofysen. Han delade priset med sin första hustru Gerty Cori och den argentinske fysiologen Bernardo Alberto Houssay. År 2004 utsågs paret Cori till en nationell historisk kemisk symbol som ett erkännande av deras arbete som belyser kolhydratmetabolismen.

Han tilldelades 1946 Albert Lasker Award for Basic Medical Research, första gången priset utdelades och fick 1948 Willard Gibbs-priset.

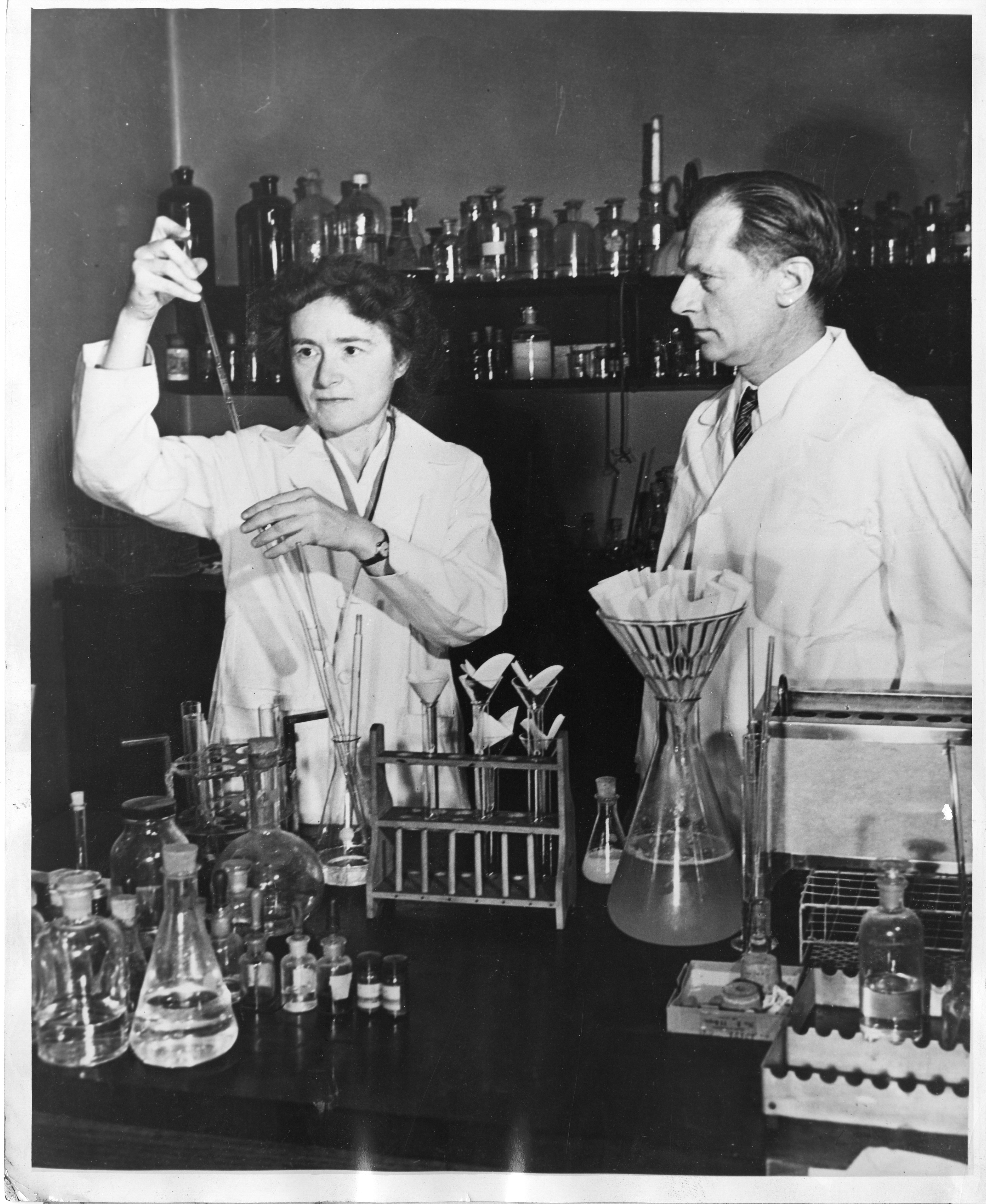
Carl Cori med sin hustru och nobelpriskollega, Gerty Cori, 1947.

## Biografi
Carl var son till Carl Isidor Cori, zoolog, och Maria född Lippich, dotter till den italiensk-böhmisk/österrikiske läkaren Ferdinand (Franz) Lippich. Familjen Cori kom från påvestaten Rom (dagens centrala Italien) till kejsardömet Österrike-Ungern i slutet av 1600-talet.
Cori växte upp i Trieste, där hans far var chef för Marine Biological Station. I slutet av 1914 flyttade familjen Cori till Prag och Carl började på läkarlinjen vid Karlsuniversitetet i Prag. Han träffade där sin blivande hustrun Gerty Theresa Radnitz. Han blev inkallad till den österrikisk-ungerska armén och tjänstgjorde i skidkåren, och överfördes senare till sjukvårdskåren, för vilken han inrättade ett laboratorium i Trieste. I slutet av första världskriget avslutade Carl sina studier och tog examen tillsammans med Gerty 1920. Carl och Gerty gifte sig det året och arbetade tillsammans på kliniker i Wien.

### Vetenskaplig karriär
Carl inbjöds till Graz till att arbeta med Otto Loewi för att studera vagusnervens effekt på hjärtat (Loewi skulle få Nobelpriset i fysiologi eller medicin 1936 för detta arbete). Medan Carl var i Graz stannade Gerty i Wien. Ett år senare erbjöds Carl en tjänst vid State Institute for the Study of Malignant Diseases (nu Roswell Park Comprehensive Cancer Center) i Buffalo, New York och paret Cori flyttade dit och blev 1928 medborgare i USA.
Coris forskning vid institutet var koncentrerad på kolhydratmetabolism, vilket 1929 ledde till definitionen av Coricykeln. År 1931 tillträdde han en tjänst vid Washington University School of Medicine i St. Louis, Missouri. Där han började som professor i farmakologi och blev 1942 professor i biokemi. I St. Louis fortsatte paret Coris sin forskning om glykogen och glukos och började beskriva glykogenolys, samt identifiera och syntetisera det viktiga enzymet glykogenfosforylas. För dessa upptäckter fick de Nobelpriset i fysiologi eller medicin 1947.
Gerty dog 1957 och Carl gifte sig med Anne Fitzgerald-Jones 1960. Han stannade kvar vid Washington University fram till 1966, då han avgick med pension som president för biokemiavdelningen. Han utsågs till gästprofessor i biologisk kemi vid Harvard University samtidigt som han behöll ett laboratorieutrymme vid Massachusetts General Hospital, där han fortsatte med forskning inom genetik. Från 1968 till 1983 samarbetade han med den kända genetikern Salomé Glüecksohn-Waelsch vid Albert Einstein College of Medicine i New York, fram till 1980-talet då sjukdom hindrade honom från att fortsätta. År 1976 mottog Carl Laurea honoris causa in Medicine av University of Trieste. Carl delar en stjärna med Gerty på St. Louis Walk of Fame.

## Utmärkelser och hedersbetygelser
Förutom att vinna Nobelpriset vann Cori Albert Lasker Award för grundläggande medicinsk forskning 1946 och 1959, den österrikiska dekorationen för vetenskap och konst. Cori valdes in som utländsk medlem i Royal Society år 1950 och Carl Coris professur donerad till Washington universitet till hans minne och innehas för närvarande (2021) av Colin Nichols.
Asteroiden 6175 Cori är uppkallad efter honom och hustrun.